# Aulacus pediculatus
Aulacus pediculatus är en stekelart som beskrevs av August Schletterer 1890. Aulacus pediculatus ingår i släktet Aulacus och familjen vedlarvsteklar. Inga underarter finns listade.